# Lê Thần Tông
 (octobre 2018).
Si vous disposez d'ouvrages ou d'articles de référence ou si vous connaissez des sites web de qualité traitant du thème abordé ici, merci de compléter l'article en donnant les références utiles à sa vérifiabilité et en les liant à la section « Notes et références ».
Lê Thần Tông (1607 - 1662), né sous le nom Lê Duy Kỳ, est l'empereur du Đại Việt (ancêtre du Viêt Nam) de la dynastie Lê. Il règne de 1619 à 1643 et de 1649 à 1662.

## Maire du palais
- Trịnh Tùng
- Trịnh Tráng
- Trịnh Tạc